# قطعنامه ۷۸۷ شورای امنیت
قطعنامه ۷۸۷ شورای امنیت سازمان ملل متحد که در تاریخ ۱۶ نوامبر ۱۹۹۲ تصویب شد، سندی بین‌المللی دربارهٔ بوسنی و هرزگوین است. این قطعنامه طی نشست ۳۱۳۷ام با ۱۳ رای موافق، ۰ مخالف و ۲ ممتنع تصویب شد.